# Campeonato Mundial de Esqui Alpino de 2011
O Campeonato Mundial de Esqui Alpino de 2011 foi a 41º edição do evento, foi realizado em Garmisch-Partenkirchen, Alemanha, entre 7-20 de Fevereiro de 2011.

## Resultados

### Masculino
| Event           | Ouro                                | Ouro    | Prata                              | Prata   | Bronze                              | Bronze  |
| --------------- | ----------------------------------- | ------- | ---------------------------------- | ------- | ----------------------------------- | ------- |
| Downhill        | Erik Guay · Canadá (CAN)            | 1:58.41 | Didier Cuche · Suíça (SUI)         | 1:58.73 | Christof Innerhofer · Itália (ITA)  | 1:59.17 |
| Super-G         | Christof Innerhofer · Itália (ITA)  | 1:38.31 | Hannes Reichelt · Áustria (AUT)    | 1:38.91 | Ivica Kostelić · Croácia (CRO)      | 1:39.03 |
| Giant slalom    | Ted Ligety · Estados Unidos (USA)   | 2:10.56 | Cyprien Richard · França (FRA)     | 2:10.64 | Philipp Schörghofer · Áustria (AUT) | 2:10.99 |
| Slalom          | Jean-Baptiste Grange · França (FRA) | 1:41.72 | Jens Byggmark · Suécia (SWE)       | 1:42.15 | Manfred Mölgg · Itália (ITA)        | 1:42.33 |
| Super combinado | Aksel Lund Svindal · Noruega (NOR)  | 2:54.51 | Christof Innerhofer · Itália (ITA) | 2:55.52 | Peter Fill · Itália (ITA)           | 2:56.41 |

### Feminino
| Event           | Ouro                            | Ouro    | Prata                                | Prata   | Bronze                               | Bronze  |
| --------------- | ------------------------------- | ------- | ------------------------------------ | ------- | ------------------------------------ | ------- |
| Downhill        | Elisabeth Görgl · Áustria (AUT) | 1:47.24 | Lindsey Vonn · Estados Unidos (USA)  | 1:47.68 | Maria Riesch · Alemanha (GER)        | 1:47.84 |
| Super-G         | Elisabeth Görgl · Áustria (AUT) | 1:23.82 | Julia Mancuso · Estados Unidos (USA) | 1:23.87 | Maria Riesch · Alemanha (GER)        | 1:24.03 |
| Giant slalom    | Tina Maze · Eslovênia (SLO)     | 2:20.54 | Federica Brignone · Itália (ITA)     | 2:20.63 | Tessa Worley · França (FRA)          | 2:21.02 |
| Slalom          | Marlies Schild · Áustria (AUT)  | 1:45.79 | Kathrin Zettel · Áustria (AUT)       | 1:46.13 | Maria Pietilä Holmner · Suécia (SWE) | 1:46.44 |
| Super combinado | Anna Fenninger · Áustria (AUT)  | 2:43.23 | Tina Maze · Eslovênia (SLO)          | 2:43.32 | Anja Pärson · Suécia (SWE)           | 2:43.50 |

### Times
| Event      | Ouro | Ouro | Prata | Prata | Bronze                                                                                              | Bronze                                                                                              |
| ---------- | --- | --- | --- | --- | --------------------------------------------------------------------------------------------------- | --------------------------------------------------------------------------------------------------- |
| Team event | França · Taïna Barioz · Anémone Marmottan · Tessa Worley · Gauthier de Tessières · Thomas Fanara · Cyprien Richard | França · Taïna Barioz · Anémone Marmottan · Tessa Worley · Gauthier de Tessières · Thomas Fanara · Cyprien Richard | Áustria · Anna Fenninger · Michaela Kirchgasser · Marlies Schild · Romed Baumann · Benjamin Raich · Philipp Schörghofer | Áustria · Anna Fenninger · Michaela Kirchgasser · Marlies Schild · Romed Baumann · Benjamin Raich · Philipp Schörghofer | Suécia · Sara Hector · Anja Pärson · Maria Pietilä Holmner · Axel Bäck · Hans Olsson · Matts Olsson | Suécia · Sara Hector · Anja Pärson · Maria Pietilä Holmner · Axel Bäck · Hans Olsson · Matts Olsson |

## Quadro de Medalhas
Key
| Ordem | País           | Medalha de ouro | Medalha de prata | Medalha de bronze | Total |
| ----- | -------------- | --------------- | ---------------- | ----------------- | ----- |
| 1     | Áustria        | 4               | 3                | 1                 | 8     |
| 2     | França         | 2               | 1                | 1                 | 4     |
| 3     | Itália         | 1               | 2                | 3                 | 6     |
| 4     | Estados Unidos | 1               | 2                | 0                 | 3     |
| 5     | Eslovênia      | 1               | 1                | 0                 | 2     |
| 6     | Canadá         | 1               | 0                | 0                 | 1     |
| 6     | Noruega        | 1               | 0                | 0                 | 1     |
| 8     | Suécia         | 0               | 1                | 3                 | 4     |
| 9     | Suíça          | 0               | 1                | 0                 | 1     |
| 10    | Alemanha       | 0               | 0                | 2                 | 2     |
| 11    | Croácia        | 0               | 0                | 1                 | 1     |
|       | Total          | 11              | 11               | 11                | 33    |